# Albert Edward Sloman

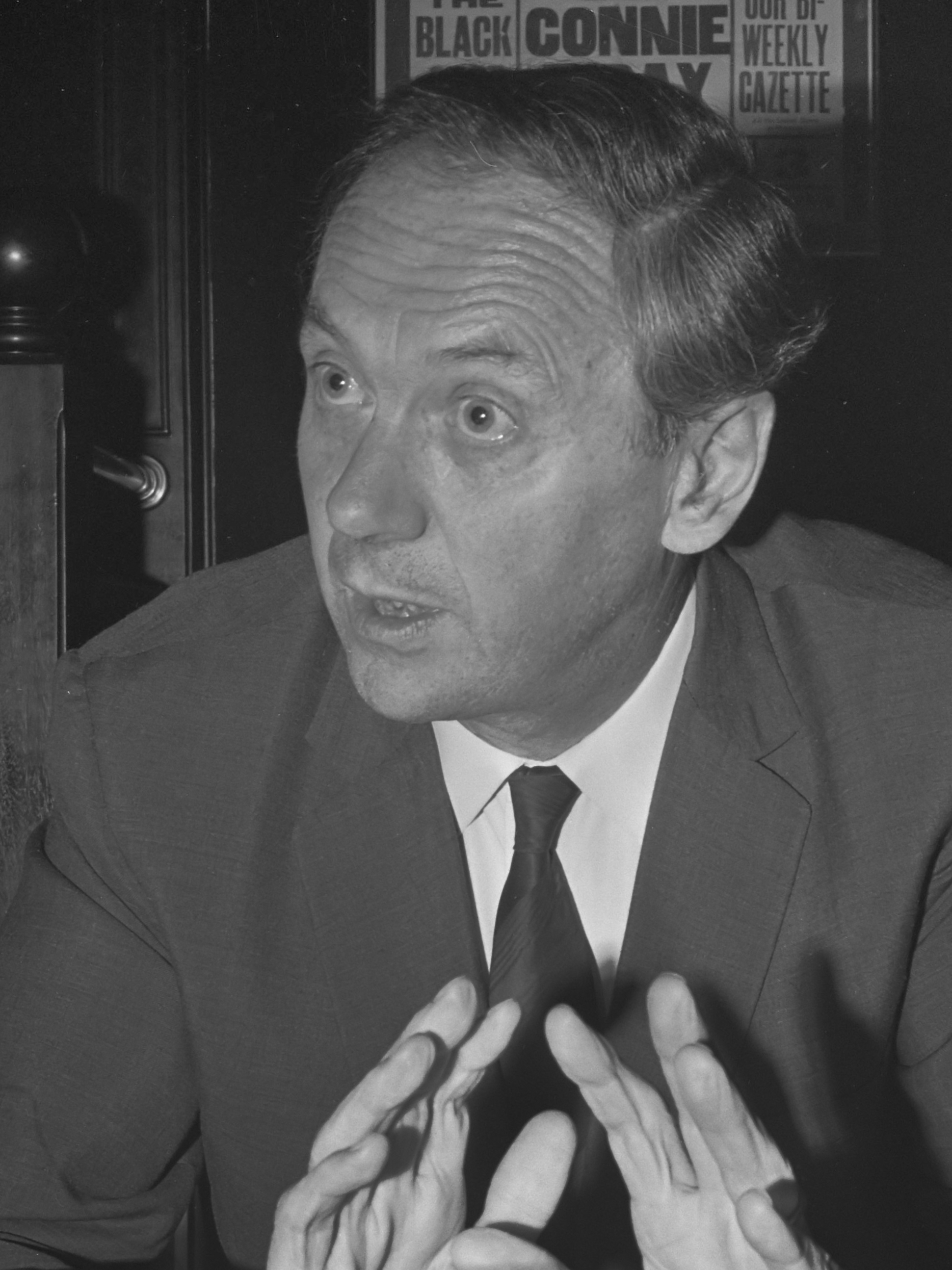
Albert Edward Sloman (1974)

Sir Albert Edward Sloman (* 14. Februar 1921 in Launceston (Cornwall); † 28. Juli 2012) war ein britischer Romanist und Hispanist, sowie Gründungsrektor der University of Essex.

## Leben und Werk
Albert Sloman studierte Spanisch am Wadham College, Oxford. Im Zweiten Weltkrieg war er Kampfpilot. Er wurde 1948 promoviert mit der Arbeit The sources of Calderón's El príncipe constante; with a critical edition of its immediate source, La fortuna adversa del infante don Fernando de Portugal a play attributed to Lope de Vega (Oxford 1950) und ging von 1946 bis 1947 an die University of California at Berkeley. Von 1947 bis 1953 lehrte er am Trinity College Dublin, von 1953 bis 1962 war er Gilmour-Professor für Spanisch an der Universität Liverpool (dort zuletzt auch Dekan).
Sloman war von 1962 bis 1987 erster Rektor (“Vice Chancellor”) der neu gegründeten University of Essex in Colchester. Er baute die Universität nach amerikanischem Vorbild als Campus-Universität auf. Von 1969 bis 1974 war Sloman Präsident der Europäischen Rektorenkonferenz.
Sloman wurde 1987 geadelt („Knight Bachelor“) und hatte von da an das Recht auf die Anrede „Sir“.

## Weitere Werke
- The dramatic craftsmanship of Calderón. His use of earlier plays, Oxford 1958, 1969
- (Hrsg.) Calderón, La vida es sueño, Manchester 1961
- A University in the Making, London 1964 (deutsch: Eine Universität im Aufbau, Düsseldorf 1967)